# Gornja Suvaja (Bosanska Krupa)
Gornja Suvaja (szerbül: Горња Суваја) falu Bosznia-Hercegovinában, a Bosznia-hercegovinai Föderáció Una-Szanai kantonjában, Bosanska Krupa községben.

## Fekvése
Bosznia-Hercegovina északnyugati részén, Bihácstól légvonalban 24, közúton 36 km-re keletre, Bosanska Krupa központjától légvonalban 9, közúton 12 km-re délkeletre fekvő dombos, erdős területen fekszik. A település fő vízfolyását, a Risovo Gredo és a Gradina alatt folyó Suvajčina-patakot több névtelen patakocska erősíti. Gornja Suvaja település a Suvaja-medence felső részén található. Az út a falun keresztül Risova Gredán keresztül Bjelajsko Poljébe vezet. Vizet a következő forrásokból nyernek: Kamenica, Torlakovac, Sartuk, Jelovac, Vrba, Vodice, Karanovac és Gradina. A falu házcsoporokra oszlik, melyek a Grmeč-hegység lejtőin és a Gudavac felé fekvő síkságon állnak. A település három részből áll: Podoklinak Jasnica mellett található. Gudavac a Gudavac-medencéig, míg Gornja Suvaja a Suvajčina felső folyása körüli területig terjed.

## Népessége
| Nemzetiségi csoport | Népesség 1991 | Népesség 2013 |
| ------------------- | ------------- | ------------- |
| Szerb               | 434           | 77            |
| Bosnyák             | 0             | 3             |
| Horvát              | 1             | 1             |
| Jugoszláv           | 6             | 0             |
| Egyéb               | 5             | 4             |
| Összesen            | 446           | 85            |

## Története
Vršeljkón ma is felismerhetők a régi település nyomai. A templom alapjai az úton feljebb láthatók, de nem lehet megállapítani, hogy az épület a törökök vagy azon telepesek előtti időkből való, akik egy ideig itt tartózkodtak, majd Žumberak vidékére költöztek.
A falu nevét a Suvajčina-patakról kapta, amely általában nyáron kiszárad. Régen csak egy Suvaja volt, a mai két Suvaját a török uralom idején a szpáhi birtokok felosztása hozta létre. Az 1787–1792-es Habsburg–orosz–török háborúban megsemmisült, mely után csak az 1820-as években kezdett újra betelepülni. A település 1878-ig tartozott az Oszmán Birodalomhoz, ekkor a berlini kongresszus határozata alapján az Osztrák-Magyar Monarchia része lett. A monarchia szétesésével 1918-ban előbb a Szerb-Horvát-Szlovén Királyság, majd 1929-től a Jugoszláv Királyság volt. Az 1929-es törvény értelmében, amikor Bosznia-Hercegovinát négy banovinára, Drinskára, Vrbaskára, Zetskára és Primorskára osztották, a település a Vrbaska banovina része lett, amelynek székhelye Banja Luka volt. Jugoszlávia megszállása után a Független Horvát Állam (NDH) része lett. A második világháború után a szocialista Jugoszláviához tartozott. A daytoni békeszerződést követő területfelosztásnál Bosanska Krupa község részeként a Bosznia-Hercegovinai Föderáció területéhez került.

## Gazdaság
A helyiek főként állattenyésztésből élnek, és kevéssé foglalkoznak mezőgazdasággal. A suvajai búzának jó híre van. Sokan segítenek magukon favágással, rönkhordással, melyet a krupai fűrésztelepre visznek, valamint tűzifa értékesítéssel.